# José Lucas Martínez Alfaro
José Lucas Martínez Alfaro (Albacete, 18 de octubre de 1699-Albacete, 27 de febrero de 1783)  fue un jurista español, escribano del número y escribano del concejo de la villa de Albacete durante el siglo XVIII.

## Biografía
Es el escribano del número más antiguo (72 años) del que se recogen datos en el Catastro de Ensenada.
Fue uno de los pocos escribanos que accedió antes a la escribanía del concejo que a la del número de la villa de Albacete. El 22 de mayo de 1728, se presentó en el ayuntamiento, real título de escribano y notario de los reinos a su favor, pero no ocupó cargo por falta de vacantes hasta las elecciones del año 1739. Entonces fue designado escribano del concejo junto a Pedro de Orea, al que había sustituido en cuatro ocasiones durante el año anterior. A partir de entonces participó en las reuniones capitulares continuadamente hasta el año 1783. En ese año fue sustituido por Martín del Peral, con quien la llevaba ejerciendo de manera conjunta desde hacía algunos años. Unos años después de acceder a la escribanía del concejo consiguió la del número el 20 de octubre de 1741, en lugar de su padre Gregorio Francisco Martínez. Oficio en el que se mantuvo hasta el año 1768, del que renunció a favor de su yerno Francisco Javier de Vera.
De sus actuaciones dentro del consistorio destacó por su interés por la conservación de los documentos del archivo municipal. Además de sus funciones como escribano también ejerció como tasador de pleitos a partir de 1775 y como escribano de censos e hipotecas en 1783.

## Familia
Nació en la villa de Albacete el 18 de octubre de 1699, hijo del escribano Gregorio Francisco Martínez García y Catalina María Alfaro. Fue Bautizado en la iglesia de San Juan Bautista (Albacete), el 24 siguiente, siendo sus padrinos, su tío Domingo José Martínez y su abuela paterna Ana García . Fue nieto además de Francisco Martínez Conejero y por el lado materno de Cristóbal Giménez Rodríguez y Bárbara de Vicenpérez o Alfaro.
Se casó por primera vez el 6 de septiembre de 1724, en la iglesia de San Juan Bautista (Albacete) con Ysidora Rodríguez de Quiñones oriunda del Campo de Criptana (Ciudad Real), hija de Pablo Rodríguez de Quiñones y Ana Rodríguez. Tuvieron una hija Catalina Josefa Ysidora Martínez Quiñones que se casó el 19 de marzo de 1746 con el maestro cirujano Juan de la Encina Arias hijo de Sebastián de la Encina y Mariana de Arias, con el que tuvo cuatro hijos.
Su primera esposa, Ysidora Rodríguez, falleció en 1725 y fue enterrada el 22 de julio en Albacete. Se casó en segundas nupcias el 3 de enero de 1734 en la iglesia de San Juan Bautista (Albacete) con Juana Josefa de la Cuesta hija del escribano Pedro Gómez de la Cuesta y María de Nieves y tuvieron siete hijos: María Antonia Francisca, Francisco Antonio, Josefa, Antonia María de las Nieves, Josefa María Antonia, Micaela Josefa Antonia y Juana Antonia Gertrudis Martínez Cuesta.
Su segunda esposa, Juana Cuesta, falleció a principios de 1745 y fue enterrada el 12 de enero en Albacete.
Su hija Josefa María Antonia Martínez Cuesta se casó el 16 de enero de 1761 en la iglesia de San Juan Bautista (Albacete) con el escribano Francisco Javier de Vera y Ximénez, hijo de José de Vera Ximénez y Juana Jiménez Sánchez, tuvieron al menos seis hijos.
No se volvió a casar ya que falleció viudo de Juana Gómez Cuesta el 27 de febrero de 1783 en Albacete. Fue enterrado en la Catedral de Albacete, en su testamento, fechado el 10 de enero de 1773, él instaba a que lo enterrasen en su sepultura propia que es la que está pegando con la verja del Altar Mayor a la parte de afuera bajo el pulpitillo de la Epístola linde al altar del Señor San Pedro Mártir, capilla de San Pedro apóstol, en la Catedral de Albacete.
Entre sus descendientes se encuentran personajes tales como los médicos: Cristóbal Jiménez Encina y Luis Encina Candebat, alcalde de Málaga; los juristas:Julián Joseph Encina y Martínez, Regidor perpetuo de la villa de Albacete, su hijo Juan Tomás Encina del Peral alcalde mayor de las villas de Fuensalida, Tolox y Monda, José Encina Candebat, los hermanos Francisco, Juan, Luis y José Ponce de León y Encina, José Luis Ponce de León y Belloso, Luis Díez-Picazo y Ponce de León, Vicente Calatayud y Ponce de León. Igualmente, el pintor Alfonso Ponce de León Cabello, su hermano el Ingeniero de Caminos, Canales y Puertos, Luis Ponce de León Cabello alcalde y gobernador de Pontevedra, la política cordobesa Lourdes Méndez Monasterio, su hermano el escritor y periodista Kiko Méndez-Monasterio, el compositor Cristóbal Halffter, su hijo Pedro Halffter, director de orquesta y también compositor, José María Calabuig y Ponce de León, décimo marqués de Lara y Juan Manuel Navarro y Jiménez-Quesada, octavo barón de Casa Davalillo entre otros.

## Biografía por Ramón Cozar
Biografía de José Lucas Martínez Alfaro (Gobierno municipal y oligarquías. Los oficios públicos de la villa de Albacete en el siglo XVIII por Ramón Cózar Gutiérrez):
El 22 de mayo de 1728 se presentaba en el ayuntamiento un real título de escribano y notario de los reinos a favor de José Lucas Martínez Alfaro. Sin embargo, tendrán que pasar muchos años para que acceda a uno de los oficios nombrados por el consistorio, pues hacía poco tiempo que habían sido designados los personajes para los puestos de la escribanía del número y del concejo, y, recordemos que no se podían sustituir sin haberse producido con anterioridad la vacante por renuncia o muerte. Curiosamente será uno de los pocos escribanos que acceda antes a la escribanía del concejo que a la del número de la villa.
En las elecciones del año 1739 sería designado como tal junto a Pedro de Orea, al que había sustituido en cuatro ocasiones durante el año anterior. A partir de este momento participará en las reuniones capitulares continuadamente hasta el año 1783, con una media de asistencias del 77%. En ese año sería sustituido por Martín del Peral, con quien la llevaba ejerciendo de manera conjunta desde hacía algunos años. Unos años después de acceder a la escribanía del concejo conseguiría la del número -20/10/1741- en lugar de su padre Gregorio Francisco Martínez. Oficio en el que se mantendría hasta el año 1768 en el que lo renunciaba a favor de su yerno Francisco Javier de Vera. En el Libro de Vecindario del Catastro de Ensenada, José Lucas aparece con 61 años, casado y con dos hijas.
De sus actuaciones dentro del consistorio queremos destacar que será uno de los pocos que se interese por la conservación de los documentos del archivo municipal. El 30 de mayo de 1767 presentaba un memorial al ayuntamiento en el que exponía que, según se prevenía en el capítulo 71 de la Real Instrucción del año 1751, los concejos de las ciudades y villas debían librar los maravedís necesarios para la formación de libros con los papeles que se guardasen en los archivos municipales.
Por ello, enviaba un memorial en los siguientes términos:
“Señor. Siendo uno de los asuntos más recomendables por leyes y pragmáticas el cuidado, guarda y conservación de los archivos de papeles que tienen los pueblos, que no solo los gobiernan si que son el norte para la perpetuidad de sus privilegios, regalías y ejecutorias y no menos en utilidad de sus comunes, no puedo dejar de poner en la alta comprensión de V.S. como su escribano más antiguo del ayuntamiento que a esfuerzos de alguna aplicación por el deseo solo de que con alguna prontitud y claridad se encuentre el archivo de V.S. los documentos y noticias que necesite ya de los libros capitulares, ya de sus reales privilegios y ejecutorias y no menos de repartimientos en especial los de servicio ordinario y extraordinario que califican la distinción de estados para los actos distintivos. He puesto con alguna coordinación los expresados papeles pero no bastando para la conservación de ellos esta atención porque el golpeo en ocasiones que se ofrece reconocerlos padecen quebranto por estar ceñidos a un hilo por quebrantado con casualidad se separan mucos folios que no se encuentran y en lo sucesivo pueden causar perjuicios graves, lo que tiene más dificultad, si estos documentos en legados corrientes e encuadernasen y resguardasen con cubiertas de pergamino como lo esta otros antiguos en el mismo archivo. Y habiendo como hay la proporción de sujeto en esta villa que suministrándole los materiales conducentes y gratificándole por su trabajo la prudente ayuda de costa para su manutención lo ejecutara con mi intervención para la coordinación de los
instrumentos”.
Los capitulares presentes observaron de gran utilidad la petición del escribano y dieron el poder necesario para que la Junta de propios y arbitrios de la villa suministrase el dinero necesario para proceder a la encuadernación de todos los papeles del archivo.
Además de sus funciones como escribano también ejercería como tasador de pleitos a partir de 1775 y como escribano de censos e hipotecas en 1783. La finalidad del primer cargo era la de fijar y determinar el precio de los pleitos que se llevasen a cabo en la audiencia judicial. Este nombramiento debió implantarse con la llegada del corregidor propio para la villa, pasando a ser elegido en las elecciones de oficios del día de San Miguel como uno más de los propios de la villa. Por lo general, y hasta finales de siglo, recaerá siempre en los escribanos del ayuntamiento, compartiendo de esta manera ambas atribuciones. Por lo relativo al oficio de escribano de censos e hipotecas, en el año 1768 se presentaría en el ayuntamiento una Real Pragmática por la que se prescribía el establecimiento del oficio de hipotecas en las cabezas de partido y nombraban a José Lucas para que se hiciese cargo de los libros de registro que fuesen necesarios en el ínterin que la Real Chancillería de Granada hacía señalamiento y asignación de este pueblo. Como escribano de censo e hipotecas sería el encargado de elaborar, guardar y
dar validez a todos aquellos documentos de censos o hipotecas que se realizaren en la villa. A partir de 1783 pasará a designarse este oficio en las elecciones de San Miguel, aunque de una manera efímera, pues el año 1785 será el último en el que se elijan. El salario por este trabajo quedaría estipulado por el Real Consejo en dos reales de vellón por cada escritura que se realizase.
En cuanto a sus relaciones, en la década de los 80, se vio involucrado en el expediente y capitulaciones que se formaron contra el corregidor José Durán y Flores. En la defensa de este corregidor atacaba a una serie de personajes que controlaban el ayuntamiento alegando, en lo relativo a los oficios que se designaban por este ayuntamiento, que: “Se tiene apropiado este cuerpo el nombramiento de cuatro oficios de escribanos públicos del numero, el de dos procuradores, alguacil mayor, guardas de campo y demás oficiales de justicia sin tener para ello privilegio, concesión título ni documento que le dispense esta gracia”.
Posteriormente, atacaba a cada uno de los personajes que se hallaban en estos puestos. Sobre el que nos ocupa, el Sr. Martínez, exponía que: 
“el dicho José Lucas pasa de ochenta años es escribano de cabildo muchos a y todo lo despacha sin título ni oficio tan apegado a los regidores que incurriría en la mayor torpeza por llevar adelante sus ideas. Este les compone las cuentas tapando en ellas las cantidades que faltan agrega gastos suponiéndolos hechos en alivio de los montes cuando es cierto que de veinte años a esta parte no se ha gastado ni un real y solo se ha tirado a destruirlos con escándalo del común apoyando lo que dice con falsos certificados y haciendo que los guardas firmen declaraciones que forma en que aseguran haber impedido aquellas cantidades en los fines que se supone y si así no
lo hicieran serían depuestos y castigados”.
Como ya observamos a la hora de analizar la trayectoria del corregidor Durán, no todo lo expuesto en su defensa era cierto. Uno de los principales errores en relación con José Lucas fue el exponer que no tenía título cuando ya hemos visto que sí lo poseía desde el año 1728. Sin embargo, y aunque en un principio el Sr. Durán perdiese sus reclamaciones, todos los conflictos que se suscitaron con posterioridad y que llegaron al Consejo terminarían por darle la razón y acentuar la terrible parcialidad que había entre los regidores y otros personajes en la sombra como Miguel de Sotos, Manuel del Pando o Diego Fernández Cantos.